# Il'ja Grigor'evič Ioff
Il'ja Grigor'evič Ioff, in russo Илья Григорьевич Иофф (Astrachan', 25 giugno 1897 – Stavropol', 7 aprile 1953), è stato un medico e parassitologo russo (sovietico dal 1921). È noto con la grafia Ilya Ioff nei paesi occidentali.

## Biografia
Dopo aver studiato alla Scuola commerciale di Saratov, nel 1922 si laureò in medicina all'università statale di Saratov. Nel 1919-1920, durante la guerra civile russa, lavorò negli ospedali epidemici dell'Armata Rossa sui fronti orientale e meridionale della guerra civile. Dal 1922 al 1928 ha lavorato nelle cliniche dell'Università di Saratov come stagista, poi come assistente nel dipartimento di protozoologia dell'Istituto "Microbe". 
Negli anni 1928-1934 è stato direttore del dipartimento parassitologico dell'Istituto microbiologico di Rostov. Dal 1934 ha diretto il dipartimento parassitologico della stazione anti-peste di Stavropol', poi l'Istituto di ricerca scientifica contro la peste del Caucaso e della Transcaucasia. Dal 1942 al 1944, su istruzioni del Commissariato del popolo, ha lavorato come medico parassitologo in Kirghizistan. Nel 1939 gli fu attribuita una laurea in scienze biologiche e nel 1946 fu nominato professore di parassitologia. 
Nel 1951 gli fu conferito il Premio Stalin per i suoi meriti scientifici. 
Sua moglie Magdalena Petrovna Pokrovskaja (1901-1980) è stata un'illustre batteriologa. 

## Taxa nominati in onore di Ilja G. Ioff
- Amalaraeus andersoni ioffi, Darskaya, 1949
- Catallagia ioffi, Scalon, 1950
- Ceratophyllus (Emmareus) igii, Darskaya e Schiranovič, 1971
- Dorcadia ioffi, Smith, 1953
- Igioffius Smith, 1983
- Ioffiana, Goncharov, 1992 (nota anche come Chaetopsylla)
- Nearctopsylla (Beringiopsylla) ioffi, Sychevsky, 1950
- Paraneopsylla ioffi, Tiflov, 1937
- Rhadinopsylla (Actenophthalmus) ioffi, Wagner, 1930

## Taxa descritti da Ilja G. Ioff
1. Aenigmopsylla Ioff, 1950
2. Amalaraeus Ioff, 1936
3. Amalaraeus arvicolae (Ioff, 1948)
4. Amalaraeus dissimilis syrt (Ioff, 1946)
5. Amalaraeus penicilliger vallis (Ioff, 1946)
6. Amphipsylla argoi Ioff, 1946
7. Amphipsylla asiatica Ioff, 1928
8. Amphipsylla kalabukhovi Ioff et Tiflov, 1939
9. Amphipsylla kuznetzovi deminuta Ioff et Tiflov, 1939
10. Amphipsylla marikovskii Ioff et Tiflov, 1939
11. Amphipsylla parthiana Ioff, 1950
12. Amphipsylla phaiomydis Ioff, 1946
13. Amphipsylla schelkovnikovi irana Ioff, 1946
14. Amphipsylla sibirica orientalis Ioff, 1946
15. Amphipsylla transcaucasica Ioff, 1953
16. Amphipsylla vinogradovi Ioff, 1928
17. Beringiopsylla Ioff, 1950
18. Callopsylla (Callopsylla) caspia (Ioff et Argyropulo, 1934)
19. Callopsylla (Callopsylla) saxatilis (Ioff et Argyropulo, 1934)
20. Callopsylla (Geminopsylla) gemina (Ioff, 1946)
21. Catallagia dacenkoi Ioff, 1940
22. Ceratophyllus (Ceratophyllus) enefdeae Ioff, 1950
23. Ceratophyllus (Ceratophyllus) avicitelli Ioff, 1946
24. Ceratophyllus (Monopsyllus) sciurorum asiaticus Ioff, 1936
25. Chaetopsylla (Chaetopsylla) alia Ioff, 1946
26. Chaetopsylla (Chaetopsylla) dogieli Ioff, 1950
27. Chaetopsylla (Chaetopsylla) zibellina Ioff, 1946
28. Chaetopsylla (Achaetopsylla) mirabilis Ioff et Argyropulo, 1934
29. Citellophilus tesquorum altaicus (Ioff, 1936)
30. Citellophilus tesquorum ciscaucasicus (Ioff, 1936)
31. Citellophilus tesquorum transvolgensis (Ioff, 1936)
32. Citellophilus trispinus (Wagner et loff, 1926)
33. Citellophilus transcaucasicus (Ioff et Argyropulo, 1934)
34. Conothobius Ioff, 1950
35. Coptopsylla (Coptopsylla) bondari Ioff, 1946
36. Coptopsylla (Coptopsylla) lamellifer dubinini Ioff, 1950
37. Coptopsylla (Coptopsylla) lamellifer rostrata Ioff et Tiflov, 1934
38. Coptopsylla (Coptopsylla) trigona Ioff, 1946
39. Coptopsylla (Macrocoptopsylla) macrophthalma Ioff, 1950
40. Corrodopsylla birulai Ioff, 1928
41. Ctenocephalides caprae Ioff , 1953
42. Ctenophthalmus (Medioctenophthalmus) bifurcus Ioff, 1940
43. Ctenophthalmus (M.) chionomydis Ioff et Rostigayev, 1950
44. C. (Palaeoctenophthalmus) acuminatus Ioff et Argyropulo, 1934
45. Ctenophthalmus (Euctenophthalmus) arvalis Wagner et Ioff, 1926
46. Ctenophthalmus (Euctenophthalmus) breviatus Wagner et Ioff, 1926
47. Ctenophthalmus (Spalacoctenophthalmus) gigantospalacis Ioff, 1929
48. Ctenophthalmus (E.) congeneroides truncus Ioff et Scalon, 1950
49. Ctenophthalmus (Medioctenophthalmus) golovi Ioff et Tiflov, 1930
50. Ctenophthalmus (Paractenophthalmus) dolichus bair Ioff, 1940
51. Ctenophthalmus (Paractenophthalmus) dolichus idae Ioff, 1940
52. Ctenophthalmus (Paractenophthalmus) dolichus kysyl Ioff, 1953
53. Ctenophthalmus (Paractenophthalmus) dolichus quadrinus Ioff, 1953
54. Ctenophthalmus (Paractenophthalmus) dolichus ursat Ioff, 1953
55. Ctenophthalmus (Paractenophthalmus) dolichus ustjurt Ioff, 1940
56. Ctenophthalmus (Euctenophthalmus) pollex Wagner et Ioff, 1926
57. Ctenophthalmus (Euctenophthalmus) schuriscus Ioff, 1940
58. Ctenophthalmus (Euctenophthalmus) schuriscus hypanis Ioff, 1950
59. Ctenophthalmus (Euctenophthalmus) schuriscus riciensis Ioff, 1953
60. Ctenophthalmus (Euctenophthalmus) teres Ioff et Argyropulo, 1934
61. Ctenophthalmus (Euctenophthalmus) wagneri krym Ioff, 1953
62. Ctenophyllus (Ochotonobius) rufescens Ioff, 1946
63. Ctenophyllus (Conothobius) conothoae Ioff, 1946
64. Frontopsyla (Frontopsylla) caucasica Ioff et Argyropulo, 1934
65. Frontopsylla Wagner et Ioff, 1926
66. Echidnophaga popovi Ioff et Argyropulo, 1934
67. Frontopsylla Wagner et Ioff, 1926
68. Frontopsyla (Frontopsylla) caucasica Ioff et Argyropulo, 1934
69. Frontopsyla (Frontopsylla) caucasica koksu Ioff, 1946
70. Frontopsylla (Frontopsylla) glabra Ioff, 1946
71. Frontopsylla (Frontopsylla) humida pilosa Ioff, 1946
72. Frontopsylla (Frontopsylla) semura Wagner et Ioff, 1926
73. Frontopsylla (Frontopsylla) wagneri Ioff, 1928
74. Frontopsylla (Orfrontia) cornuta Ioff, 1946
75. Frontopsylla (Orfrontia) frontalis baikal Ioff, 1946
76. Frontopsylla (Orfrontia) frontalis dubiosa Ioff, 1946
77. Hystroceras Ioff et Scalon, 1950
78. Ischnopsyllus (Ischnopsyllus) plumatus Ioff, 1946
79. Leptopsylla (Leptopsylla) putoraki Ioff, 1950
80. Leptopsylla (Pectinoctenus) pamirensis (Ioff, 1946)
81. Leptopsylla (Pectinoctenus) pavlovskii Ioff, 1928
82. Macrocoptopsylla Ioff, 1953
83. Mafrontia Ioff, 1909
84. Mesopsylla hebes dampfi Wagner et Ioff, 1926
85. Mesopsylla tuschkan Wagner et Ioff, 1926
86. Mesopsylla tuschkan kochkor Ioff, 1950
87. Mesopsylla tuschkan shikho Ioff, 1950
88. Myoxopsylla (Miriampsylla) jordani Ioff, Argyropulo, 1934
89. Neopsylla abagaitui Ioff, 1946
90. Neopsylla bactriana Ioff, 1953
91. Neopsylla galea Ioff, 1946
92. Neopsylla hissarica Ioff et Sosnina, 1950
93. Neopsylla pleskei Ioff, 1928
94. Neopsylla pleskei ariana Ioff, 1946
95. Neopsylla pleskei armeniaca Ioff et Argyropulo, 1934
96. Neopsylla pleskei orientalis Ioff et Argyropulo, 1934
97. Neopsylla pleskei rossica Ioff et Argyropulo, 1934
98. Nosopsyllus (Gerbillophilus) abramovi (Ioff, 1946)
99. Nosopsyllus (Gerbillophilus) monstrosus vlasovi (Ioff, 1937)
100. Nosopsyllus (Gerbillophilus) turkmenicus (Vlasov et Ioff, 1937)
101. Nosopsyllus (Gerbillophilus) turkmenicus altisetus (Ioff, 1950)
102. Nycteridopsylla (Eptescopsylla) calceata Ioff et Labunets, 1953
103. Nycteridopsylla (Eptescopsylla) trigona Ioff et Labunets, 1953
104. Ochotonobius Ioff, 1950
105. Ophthalmopsylla Wagner et Ioff, 1926
106. Ophthalmopsylla (Ophthalmopsylla) kukuschkini Ioff, 1928
107. Ophthalmopsylla (Ophthalmopsylla) volgensis (Wagner et Ioff, 1926)
108. Ophthalmopsylla (Ophthalmopsylla) volgensis extrema Ioff et Scalon, 1953
109. Ophthalmopsylla (Ophthalmopsylla) volgensis kirgisiensis Ioff, 195
110. Ophthalmopsylla (Cystipsylla) kasakiensis Ioff, 1929
111. Orfrontia Ioff, 1946
112. Oropsylla Wagner, Ioff, 1926
113. Oropsylla idahoensis ilovaiskii Wagner et Ioff, 1926
114. Oropsyllinae Ioff, 1936
115. Palaeopsylla osetica Ioff, 1953
116. Palaeopsylla sinica Ioff, 1953
117. Palaeopsylla vartanovi Ioff, 1950
118. Paradoxopsyllinae Ioff, 1936
119. Paradoxopsyllus hesperius Ioff, 1946
120. Paradoxopsyllus integer Ioff, 1946
121. Paradoxopsyllus microphthalmus Ioff, 1946
122. Paraneopsylla dampfi Ioff, 1946
123. Peromyscopsylla tikhomirovae (Ioff, 1946)
124. Phaenopsylla kopetdag Ioff, 1946
125. Phaenopsylla tiflovi Ioff, 1950
126. Profrontia Ioff, 1946
127. Ralipsylla Ioff, 1946
128. Rhadinopsylla (Actenophthalmus) acuminata Ioff et Tiflov, 1946
129. Rhadinopsylla (Actenophthalmus) aspalacis Ioff et Tiflov, 1946
130. Rhadinopsylla (Actenophthalmus) concava Ioff et Tiflov, 1946
131. Rhadinopsylla (Actenophthalmus) dahurica tjanschan Ioff et Tiflov, 1946
132. Rhadinopsylla (Ralipsylla) li murium Ioff et Tiflov, 1946
133. Rhadinopsylla (Ralipsylla) li transbaikalica Ioff et Tiflov, 1947
134. Rhadinopsylla (Ralipsylla) li ventricosa Ioff et Tiflov, 1946
135. Rhadinopsylla (Actenophthalmus) pilosa Ioff et Tiflov, 1946
136. Rhadinopsylla (Actenophthalmus) rothschildi Ioff, 1940
137. Rhinolophopsylla unipectinata turkestanica Ioff, 1953
138. Rostropsylla Wagner et Ioff, 1926
139. Stenoponia ivanovi Ioff et Tiflov, 1934
140. Stenoponia formozovi Ioff et Tiflov, 1934
141. Stenoponia singularis Ioff et Tiflov, 1935
142. Stenoponia suknevi Ioff et Tiflov, 1934
143. Stenoponia vlasovi Ioff et Tiflov, 1934
144. Corrodopsylla birulai Ioff, 1928
145. Typhlocallopsylla Ioff, 1936
146. Wagnerina Ioff et Argyropulo, 1934
147. Wagnerina schelkovnikovi Ioff et Argyropulo, 1934
148. Wagnerina tecta Ioff, 1946
149. Wagnerina tuvensis Ioff et Scalon, 1953
150. Xenopsylla conformis dipodis Ioff, 1953
151. Xenopsylla gerbilli caspica Ioff, 1950
152. Xenopsylla magdalinae Ioff, 1935
153. Xenopsylla nesokiae Ioff, 1946
154. Xenopsylla nuttalli Ioff, 1930
155. Xenopsylla persica Ioff, 1946
156. Xenopsylla skrjabini Ioff, 1930